# Sandro (nombre)
Sandro es un nombre propio y aféresis masculino que derivó del nombre italiano de Alessandro, e hipocorístico, a la vez, del nombre griego Aléxandros (Αλέξaνδρος). Su versión femenina es Sandra. Es también una variante del nombre Alejandro.

## Santoral
Se registran tres santos homónimos en el santoral, que son del 24 de abril, 21 de septiembre, y el 11 de enero. Aun así, su onomástica es versátil.

## Otras personas
El nombre de Sandro también es reconocido como varias personas apodadas como tal. Son las siguientes:
- Sandro Botticelli
- Roberto Sánchez, con el mote seco de Sandro.
- Sandro Sierra
- Sandro Mendes
- Sandro Larenas